# 卡利亞里車站
卡利亞里車站（義大利語：Stazione di Cagliari）是義大利撒丁島首府卡利亞里的主要鐵路車站。

## 歷史
卡利亞里車站於1879年7月啟用，作為撒丁島中部鐵路的終點站，可通往島上主要城鎮如奧里斯塔諾、奧齊耶里和奧爾比亞。1893年，車站連接至卡利亚里港，主要作為貨運用途。
該車站與撒丁島的其他車站一樣沒有電氣化。